# Pomnik Poległych w Toruniu
Pomnik Poległych (Pomnik Zwycięstwa, Kriegerdenkmal) – pomnik upamiętniający pruskich żołnierzy z powiatu toruńskiego, poległych w czasie wojen prusko-duńskiej, prusko-austriackiej i francusko-pruskiej. Znajdował się u wylotu Chełmińskiej. Został rozebrany w 1920 roku na rozkaz władz polskich.

## Historia
22 marca 1880 roku został położony kamień węgielny pod pomnik, czego dokonali przedstawiciele toruńskiego oddziału Związku Wojaków-Weteranów. Istniał do 1920 roku, kiedy po wyzwoleniu Torunia został rozebrany razem z innymi monumentami upamiętniającymi wojsko pruskie.

## Projekt i wymowa
Autorem projektu pomnika był berliński architekt Johannes Otzen. Monument w założeniach pomysłodawców miał upamiętniać pruskich żołnierzy pochodzących z powiatu toruńskiego, którzy zginęli w czasie wojen: prusko-duńskiej, prusko-austriackiej i francusko-pruskiej. Monument był ozdobiony mozaikami, przedstawiającymi udział 61 Pułku Piechoty w bitwie pod Dijon oraz śmierć dowodzącego toruńskim batalionem Landwehry ppor. Coelera pod Château de Villersexel. Zostały one wykonane w Wenecji